# Giuseppe Farina
Dr. Emilio Giuseppe "Nino" Farina (Turijn, 30 oktober 1906 - Aiguebelle, 30 juni 1966) was een Italiaanse autocoureur. Hij was in 1950 de eerste wereldkampioen in de Formule 1. De vader van Farina was de ondernemer Giovanni Farina, die sinds 1906 het carrosseriebedrijf Stabilimenti Farina in Turijn leidde. Zijn oom - de broer van zijn vader - was Battista "Pinin" Farina, wiens bedrijf Pininfarina ook actief was in de auto-industrie. Farina was een opgeleide econoom en leidde samen met zijn broer Attilio de Stabilimenti Farina van 1946 tot de liquidatie ervan in 1953.

## Carrière
Giuseppe Farina begon zijn racecarrière in 1933 bij Alfa Romeo en werd in 1936 lid van het fabrieksteam. De dominantie van de Duitse merken Mercedes-Benz en Auto Union verhinderde succes in de Grand Prix-klasse, maar in de kleinere Voiturette-klasse (vergelijkbaar met de latere Formule 2) behaalde hij enkele overwinningen. Na de Tweede Wereldoorlog nam hij deel aan races in een privé-Maserati en won onder meer de Grand Prix van Monaco in 1948.

## Formule 1
In 1950 sloot hij zich aan bij het Alfa Romeo-team, waartoe ook Luigi Fagioli en Juan Manuel Fangio behoorden, zodat het het “Team van de Grote Drie F’s” werd genoemd. Zijn eerste race is de Grand Prix van Groot-Brittannië en deze weet hij direct te winnen en ook de Grand prix van Zwitserland en zijn thuis Grand prix in Italië wint hij.  Met deze drie Grand Prix-overwinningen wint hij in 1950 het allereerste Formule 1-wereldkampioenschap, vóór Juan Manuel Fangio. In 1951 gaat het minder goed, Ferrari's Ascari en González en teamgenoten en legende Juan Manuel Fangio verslaan hem. Voor 1952 stop Alfa Romeo met Formule 1 dus gaat Farina naar Ferrari. Hij kan dit jaar geen races winnen en hij wordt ingemaakt door teamgenoot Ascari die 6 van de 8 races wint. Maar ondanks dit was het geen slecht seizoen want hij wordt 4 keer 2de en is hierdoor runner-up. 1953 is geen slecht jaar voor Farina, hij kan de Duitse Grand Prix winnen en haalt nog 4 andere podiums binnen maar alweer is teamgenoot Ascari beter en nu ook oud teamgenoot Fangio nu met Maserati is beter. 1954 is een slechter jaar voor Farina hij rijd dit jaar maar 2 grand prix en heeft hierdoor geen kans in het WK. Farina is wel nog in topvorm want hij kan nog een podium halen. In 1955 haalt hij 2 podiums maar reed weer niet alle races.  In 1956 beëindigde hij zijn racecarrière en probeerde vervolgens te gaan werken als autodealer, rij-instructeur en carrosserieontwerper voor zijn oom Pinin Farina.

Op 30 juni 1966 kreeg Nino Farina een dodelijk ongeval op de openbare weg nabij Chambéry (Frankrijk) toen hij, onderweg naar de Franse Grand Prix, tegen een telegraafpaal reed.

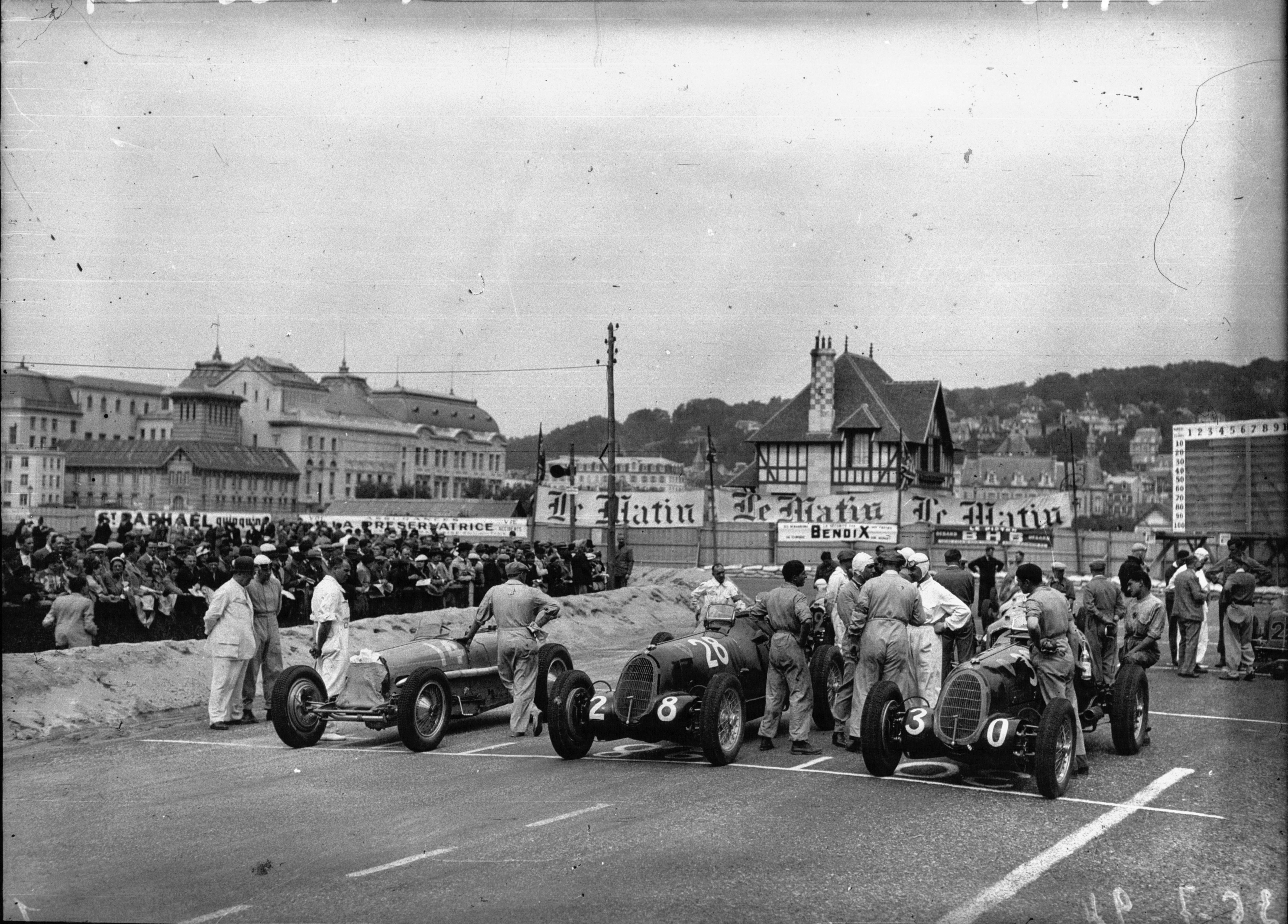
Farina's auto met nummer 28 bij de Grand Prix van Deauville 1936

## Formule 1 resultaten
| Seizoen | Team             | Chassis        | 1            | 2       | 3       | 4       | 5         | 6       | 7          | 8       | 9     | Pts.    | Pos. |
| ------- | ---------------- | -------------- | ------------ | ------- | ------- | ------- | --------- | ------- | ---------- | ------- | ----- | ------- | ---- |
| 1950    | Alfa Romeo       | Alfa Romeo 158 | GBR 1        | MON Ret | 500     | ZWI 1   | BEL 4     | FRA 7   | ITA 1      |         |       | 30      | 1    |
| 1951    | Alfa Romeo       | Alfa Romeo 159 | ZWI 3        | 500     | BEL 1   | FRA (5) | GBR (Ret) | DUI Ret | ITA 3†/Ret | SPA 3   |       | 19 (22) | 4    |
| 1952    | Scuderia Ferrari | Ferrari 500    | ZWI Ret/Ret† | 500     | BEL 2   | FRA 2   | GBR 6     | DUI 2   | NED 2      | ITA (4) |       | 24 (27) | 2    |
| 1953    | Scuderia Ferrari | Ferrari 500    | ARG Ret      | 500     | NED 2   | BEL Ret | FRA (5)   | GBR (3) | DUI 1      | ZWI 2   | ITA 2 | 26 (32) | 3    |
| 1954    | Scuderia Ferrari | Ferrari 625    | ARG 2        | 500     | BEL Ret | FRA     | GBR       | DUI     | ZWI        | ITA     | SPA   | 6       | 9    |
| 1955    | Scuderia Ferrari | Ferrari 555    | ARG 2†/3†    | MON 4   | 500     | BEL 3   | NED       | GBR     | ITA DNS    |         |       | 10 1/3  | 5    |

- 1950 G. Farina
- 1951 J. M. Fangio
- 1952 A. Ascari
- 1953 A. Ascari
- 1954 J. M. Fangio
- 1955 J. M. Fangio
- 1956 J. M. Fangio
- 1957 J. M. Fangio
- 1958 M. Hawthorn
- 1959 J. Brabham
- 1960 J. Brabham
- 1961 P. Hill
- 1962 G. Hill
- 1963 J. Clark
- 1964 J. Surtees
- 1965 J. Clark
- 1966 J. Brabham
- 1967 D. Hulme
- 1968 G. Hill
- 1969 J. Stewart
- 1970 J. Rindt
- 1971 J. Stewart
- 1972 E. Fittipaldi
- 1973 J. Stewart
- 1974 E. Fittipaldi
- 1975 N. Lauda
- 1976 J. Hunt
- 1977 N. Lauda
- 1978 M. Andretti
- 1979 J. Scheckter
- 1980 A. Jones
- 1981 N. Piquet
- 1982 K. Rosberg
- 1983 N. Piquet
- 1984 N. Lauda
- 1985 A. Prost
- 1986 A. Prost
- 1987 N. Piquet
- 1988 A. Senna
- 1989 A. Prost
- 1990 A. Senna
- 1991 A. Senna
- 1992 N. Mansell
- 1993 A. Prost
- 1994 M. Schumacher
- 1995 M. Schumacher
- 1996 D. Hill
- 1997 J. Villeneuve
- 1998 M. Häkkinen
- 1999 M. Häkkinen
- 2000 M. Schumacher
- 2001 M. Schumacher
- 2002 M. Schumacher
- 2003 M. Schumacher
- 2004 M. Schumacher
- 2005 F. Alonso
- 2006 F. Alonso
- 2007 K. Räikkönen
- 2008 L. Hamilton
- 2009 J. Button
- 2010 S. Vettel
- 2011 S. Vettel
- 2012 S. Vettel
- 2013 S. Vettel
- 2014 L. Hamilton
- 2015 L. Hamilton
- 2016 N. Rosberg
- 2017 L. Hamilton
- 2018 L. Hamilton
- 2019 L. Hamilton
- 2020 L. Hamilton
- 2021 M. Verstappen
- 2022 M. Verstappen
- 2023 M. Verstappen
- 2024 M. Verstappen